# Kemnitz (bei Greifswald)
Kemnitz település Németországban, Mecklenburg-Elő-Pomeránia tartományban. Lakosainak száma 1153 fő (2023. december 31.).

## Népesség
A település népességének változása:
| Lakosok száma | 1146 | 1117 | 1124 | 1153 | 1155 | 1153 |
|               | 2010 | 2017 | 2019 | 2021 | 2022 | 2023 |